# Castanopsis

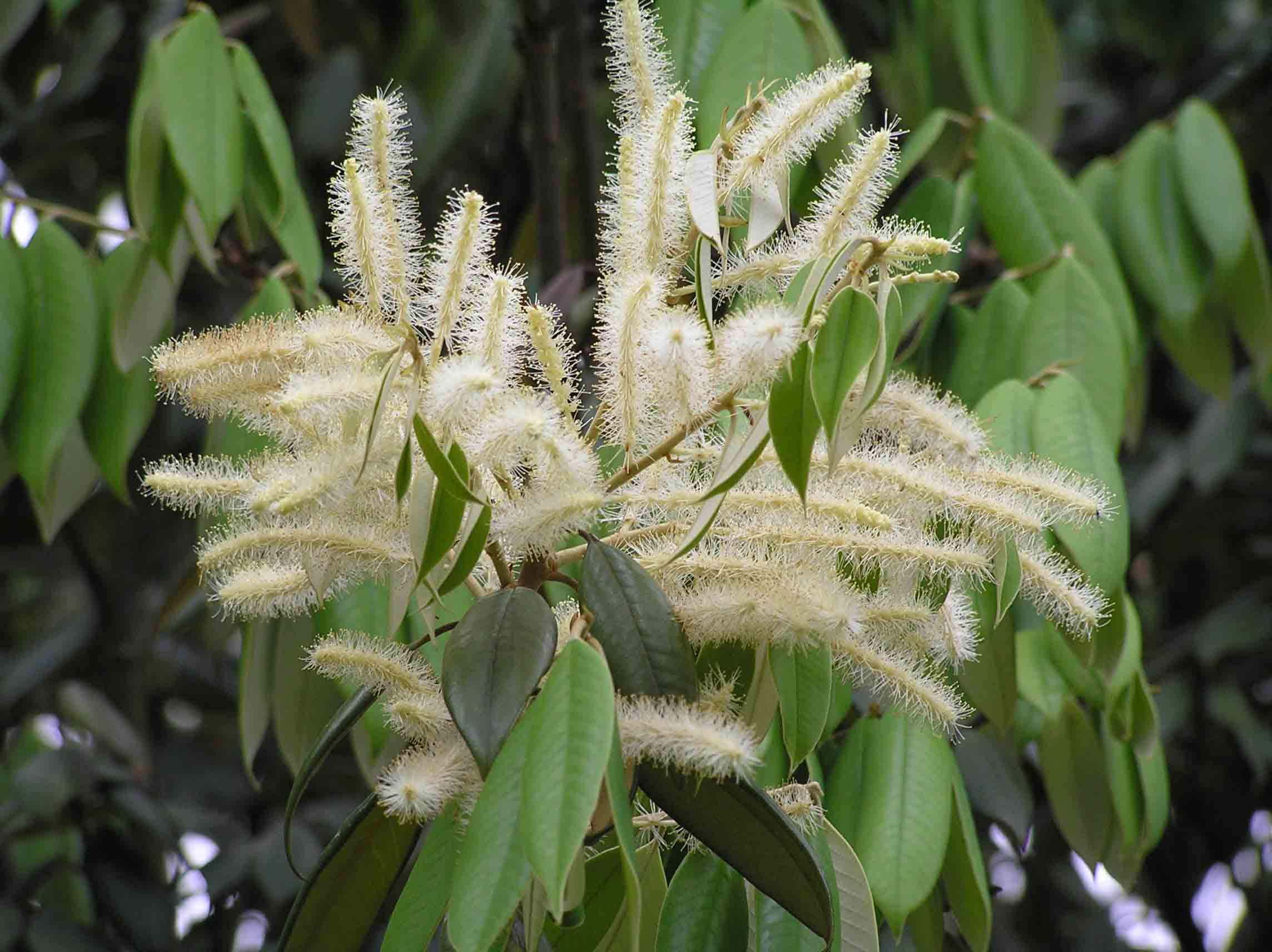
Castanopsis concinna

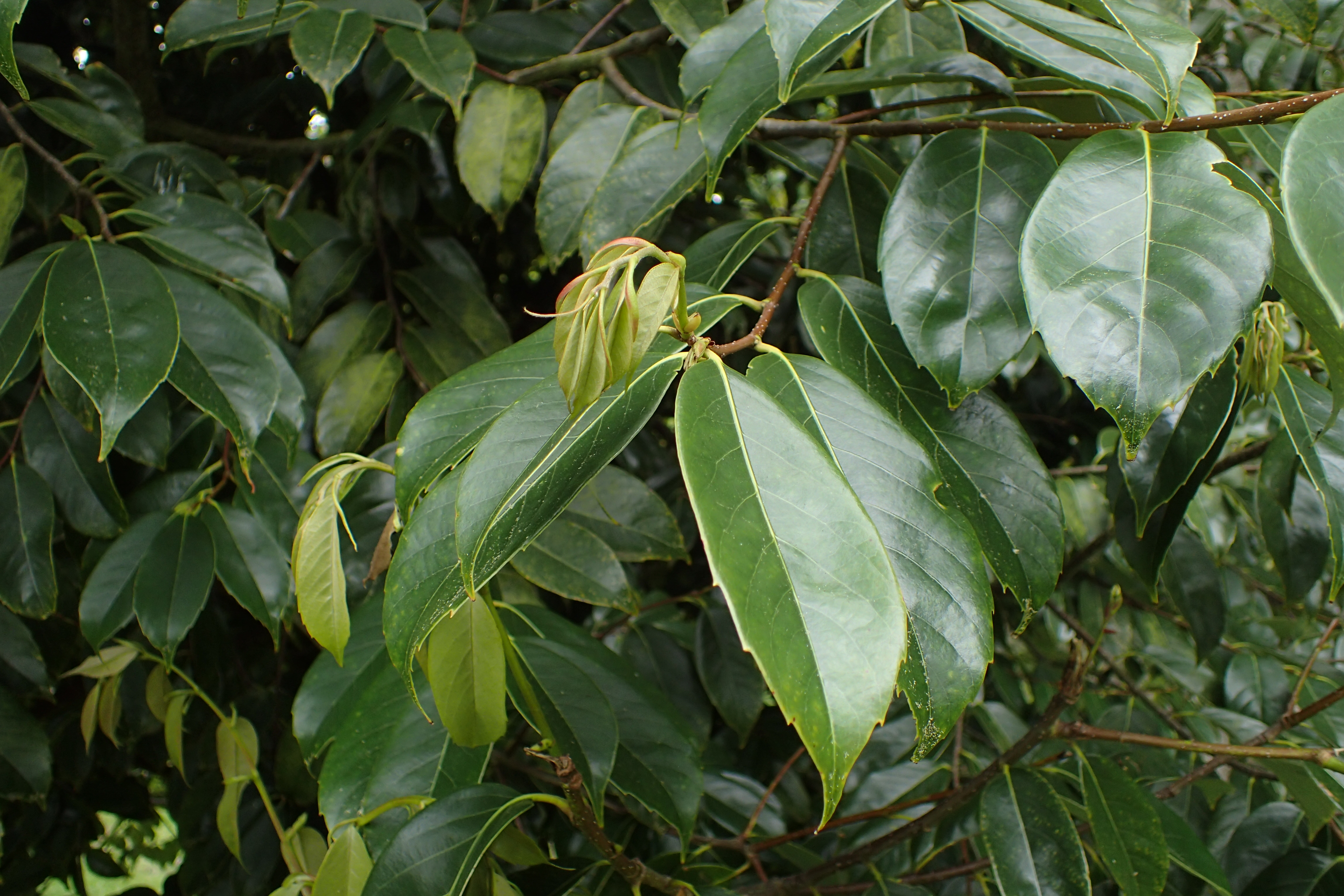
Castanopsis carlesii

Castanopsis – rodzaj roślin z rodziny bukowatych (Fagaceae Dumort.). Współcześnie znanych jest co najmniej 141 gatunków, głównie z południowo-wschodniej Azji (zaliczany dawniej do tego rodzaju jedyny przedstawiciel z Ameryki Północnej (Castanopsis sempervirens) wyodrębniany jest w osobny rodzaj Chrysolepis Hjelmq.). Drzewa bywają uprawiane, aczkolwiek rzadko poza naturalnym zasięgiem. Ich nasiona mogą być spożywane podobnie do kasztanów.

## Morfologia

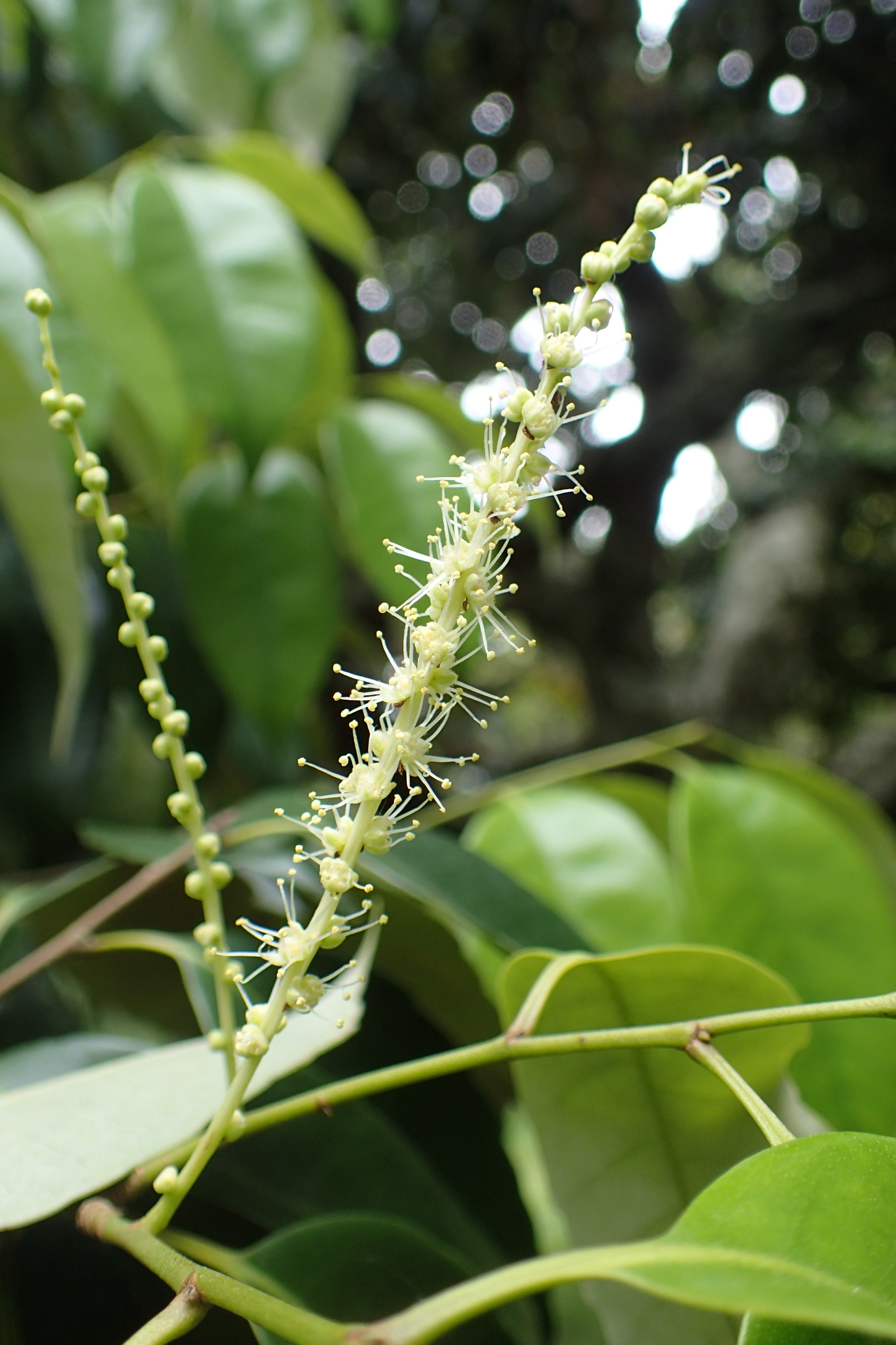
Castanopsis cuspidata

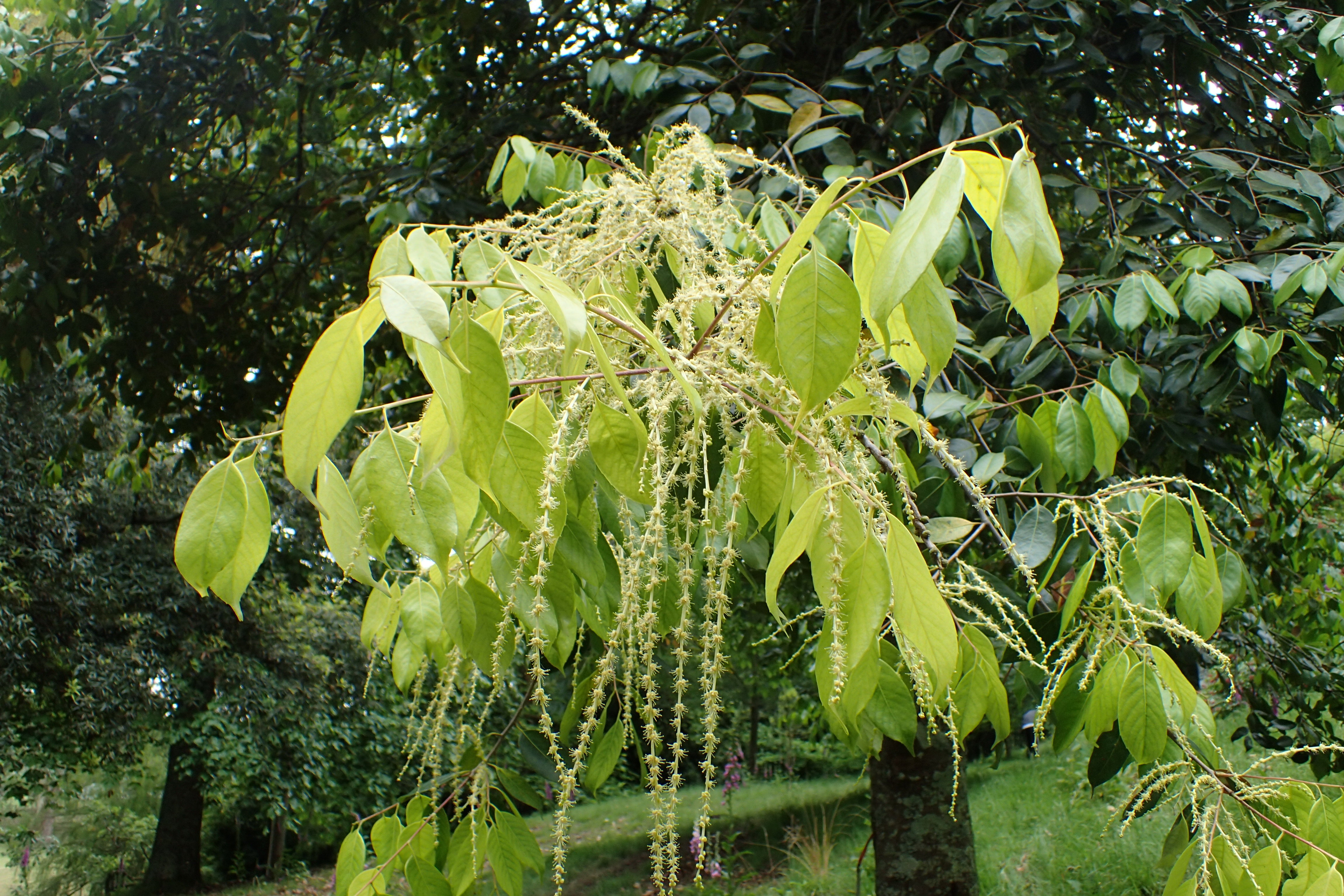
Castanopsis eyrei

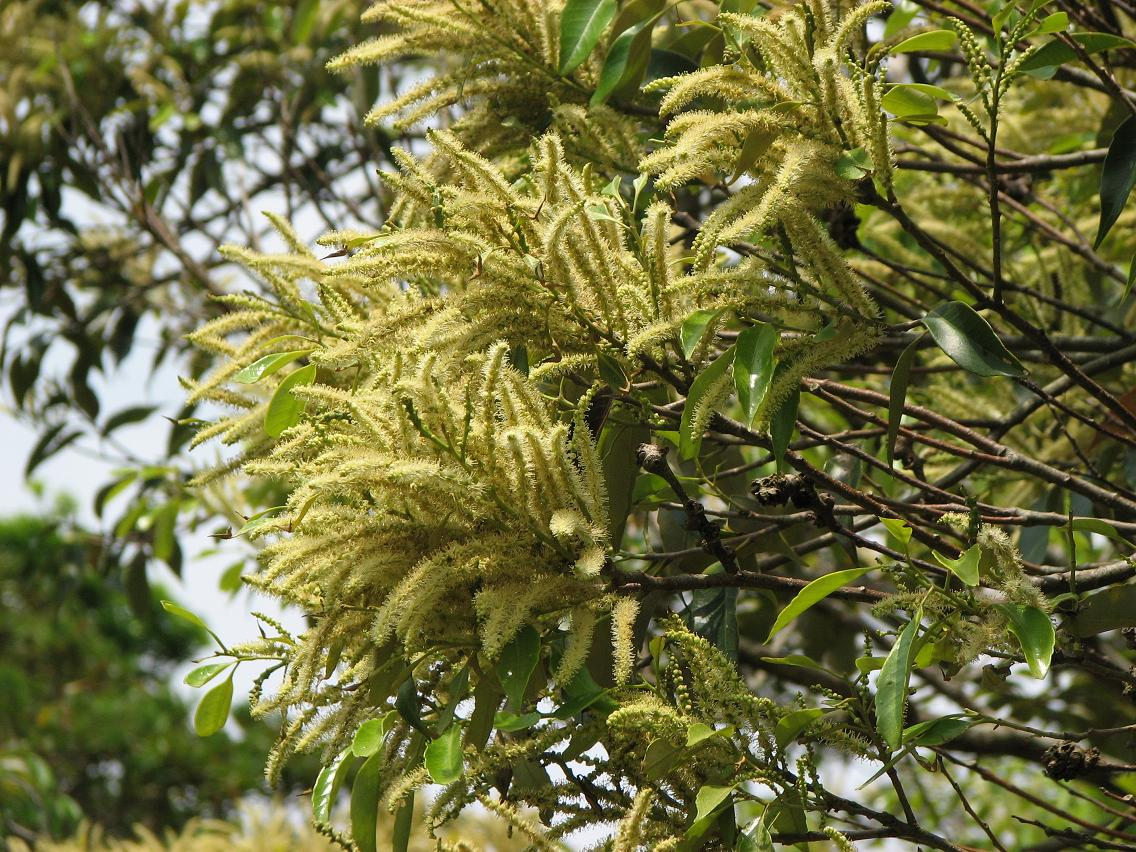
Castanopsis sieboldii

PokrójDrzewa do 30 m wysokości i krzewy, ze spłaszczonymi pąkami.
LiścieZimozielone, skórzaste, skrętoległe. Żyłki liścia odchodzą na boki od wiązki centralnej i są nierozgałęzione.
KwiatyZebrane w kłosowate kwiatostany, z kwiatami żeńskimi u nasady i męskimi na pozostałej ich długości. Kwiaty męskie składają się z 5–6 wyraźnych płatków i 10–12 pręcików. Kwiaty żeńskie zebrane są po 1–3 w kupuli i zawierają po 3 słupki.

## Systematyka
Pozycja systematyczna według Angiosperm Phylogeny Website (aktualizowany system APG III z 2009)
Rodzaj z rodziny bukowate z rzędu bukowców, należącego do kladu różowych w obrębie okrytonasiennych. W obrębie rodziny zaliczany do podrodziny Quercoideae Õrsted, w której najbliżej spokrewniony jest z rodzajami Quercus i Castanea.
Wybrane gatunki
- Castanopsis acuminatissima  (Blume) A.DC.
- Castanopsis amabilis W.C.Cheng & C.S.Chao
- Castanopsis annamensis Hickel & A.Camus
- Castanopsis argentea (Blume) A.DC.
- Castanopsis argyrophylla King ex Hook.f.
- Castanopsis arietina Hickel & A.Camus
- Castanopsis armata (Roxb.) Spach
- Castanopsis birmanica A.Camus
- Castanopsis boisii Hickel & A.Camus
- Castanopsis borneensis King
- Castanopsis brevispinula Hickel & A.Camus
- Castanopsis buruana Miq.
- Castanopsis calathiformis (Skan) Rehder & E.H.Wilson
- Castanopsis cambodiana A.Chev.
- Castanopsis carlesii (Hemsl.) Hayata
- Castanopsis castanicarpa (Roxb.) Spach
- Castanopsis catappifolia King ex Hook.f.
- Castanopsis ceratacantha Rehder & E.H.Wilson
- Castanopsis cerebrina (Hickel & A.Camus) Barnett
- Castanopsis chapaensis Luong
- Castanopsis chevalieri Hickel & A.Camus
- Castanopsis chinensis (Spreng.) Hance
- Castanopsis choboensis Hickel & A.Camus
- Castanopsis chunii W.C.Cheng
- Castanopsis clarkei King ex Hook.f.
- Castanopsis clemensii Soepadmo
- Castanopsis concinna (Champ. ex Benth.) A.DC.
- Castanopsis costata (Blume) A.DC.
- Castanopsis crassifolia Hickel & A.Camus
- Castanopsis cryptoneuron (H.Lév.) A.Camus
- Castanopsis curtisii King
- Castanopsis cuspidata (Thunb.) Schottky
- Castanopsis delavayi Franch.
- Castanopsis densinervia Soepadmo
- Castanopsis densispinosa Y.C.Hsu & H.Wei Jen
- Castanopsis diversifolia (Kurz) King ex Hook.f.
- Castanopsis dongchoensis Hickel & A.Camus
- Castanopsis echinocarpa Miq.
- Castanopsis echinophora A.Camus
- Castanopsis endertii Hatus. ex Soepadmo
- Castanopsis evansii Elmer
- Castanopsis eyrei (Champ. ex Benth.) Hutch.
- Castanopsis faberi Hance
- Castanopsis fargesii Franch.
- Castanopsis ferox (Roxb.) Spach
- Castanopsis fissa (Champ. ex Benth.) Rehder & E.H.Wilson
- Castanopsis fleuryi Hickel & A.Camus
- Castanopsis fordii Hance
- Castanopsis formosana (Skan) Hayata
- Castanopsis foxworthyi Schottky
- Castanopsis fulva Gamble
- Castanopsis gamblei Hickel & A.Camus
- Castanopsis glabra Merr.
- Castanopsis glabrifolia J.Q.Li & Li Chen
- Castanopsis grandicicatricata N.H.Xia & D.H.Vuong
- Castanopsis griffithii A.Camus
- Castanopsis guinieri A.Camus
- Castanopsis hainanensis Merr.
- Castanopsis harmandii Hickel & A.Camus
- Castanopsis hsiensiui J.Q.Li & Li Chen
- Castanopsis hupehensis C.S.Chao
- Castanopsis hypophoenicea (Seemen) Soepadmo
- Castanopsis indica (Roxb. ex Lindl.) A.DC.
- Castanopsis inermis (Lindl.) Benth. & Hook.f.
- Castanopsis javanica (Blume) A.DC.
- Castanopsis jianfenglingensis Duanmu
- Castanopsis jinpingensis J.Q.Li & Li Chen
- Castanopsis johorensis Soepadmo
- Castanopsis jucunda Hance
- Castanopsis kawakamii Hayata
- Castanopsis kweichowensis Hu
- Castanopsis lamontii Hance
- Castanopsis lanceifolia (Oerst.) Hickel & A.Camus
- Castanopsis lecomtei Hickel & A.Camus
- Castanopsis longipes A.Camus
- Castanopsis longipetiolata  Hickel & A.Camus
- Castanopsis longispina (King ex Hook.f.) C.C.Huang & Y.T.Zhang
- Castanopsis lucida (Nees) Soepadmo
- Castanopsis malaccensis Gamble
- Castanopsis malipoensis C.C.Huang ex J.Q.Li & Li Chen
- Castanopsis megacarpa Gamble
- Castanopsis mekongensis A.Camus
- Castanopsis microphylla Soepadmo
- Castanopsis motleyana King
- Castanopsis multiporcata N.H.Xia & D.H.Vuong
- Castanopsis namdinhensis Hickel & A.Camus
- Castanopsis neocavaleriei A.Camus
- Castanopsis nephelioides King ex Hook.f.
- Castanopsis nhatrangensis Hickel & A.Camus
- Castanopsis ninhhoensis Hickel & A.Camus
- Castanopsis oblonga Y.C.Hsu & H.Wei Jen
- Castanopsis oleifera G.A.Fu
- Castanopsis oligoneura Soepadmo
- Castanopsis orthacantha Franch.
- Castanopsis ouonbiensis Hickel & A.Camus
- Castanopsis oviformis Soepadmo
- Castanopsis paucispina Soepadmo
- Castanopsis pedunculata Soepadmo
- Castanopsis philipensis (Blanco) Vidal
- Castanopsis phuthoensis Luong
- Castanopsis pierrei Hance
- Castanopsis piriformis Hickel & A.Camus
- Castanopsis platyacantha Rehder & E.H.Wilson
- Castanopsis poilanei Hickel & A.Camus
- Castanopsis pseudohystrix Phengklai
- Castanopsis psilophylla Soepadmo
- Castanopsis purpurea Barnett
- Castanopsis purpurella (Miq.) N.P.Balakr.
- Castanopsis qiongbeiensis G.A.Fu
- Castanopsis remotidenticul ata Hu
- Castanopsis rhamnifolia (Miq.) A.DC.
- Castanopsis ridleyi Gamble
- Castanopsis rockii A.Camus
- Castanopsis rufotomentosa Hu
- Castanopsis schefferiana Hance
- Castanopsis sclerophylla (Lindl. & Paxton) Schottky
- Castanopsis scortechinii Gamble
- Castanopsis selangorensis A.Camus
- Castanopsis semifabri X.M.Chen & B.P.Yu
- Castanopsis siamensis Duanmu
- Castanopsis sieboldii (Makino) Hatus.
- Castanopsis symmetricupulata Luong
- Castanopsis tcheponensis Hickel & A.Camus
- Castanopsis tessellata Hickel & A.Camus
- Castanopsis thaiensis Phengklai
- Castanopsis tibetana Hance
- Castanopsis tonkinensis Seemen
- Castanopsis torulosa Hickel & A.Camus
- Castanopsis touranensis Hickel & A.Camus
- Castanopsis tranninhensis Hickel & A.Camus
- Castanopsis tribuloides (Sm.) A.DC.
- Castanopsis trichocarpa G.A.Fu
- Castanopsis trinervis (H.Lév.) A.Camus
- Castanopsis tungurrut (Blume) A.DC.
- Castanopsis undulatifolia G.A.Fu
- Castanopsis wallichii King ex Hook.f.
- Castanopsis wattii (King ex Hook.f.) A.Camus
- Castanopsis wenchangensis G.A.Fu & C.C.Huang
- Castanopsis wilsonii Hickel & A.Camus
- Castanopsis wuzhishanensis G.A.Fu
- Castanopsis xichouensis C.C.Huang & Y.T.Chang